# Fernandópolis
Fernandópolis là một đô thị ở bang São Paulo của Brasil. Đô thị này nằm ở độ cao 535 m trên mực nước biển, dân số năm 2004 ước khoảng 64.470 người, diện tích là 549,551 km².

## Thông tin nhân khẩu
Dữ liệu dân số theo điều tra dân số năm 2000
Tổng dân số: 61.647
- Dân số thành thị: 59.143
- Dân số nông thôn: 2.504
- Nam giới: 30.343
- Nữ giới: 31.304

Mật độ dân số (người/km²): 112,17
Tỷ lệ tử vong trẻ sơ sinh dưới 1 tuổi (trên một triệu người): 8,40
Tuổi thọ bình quân (tuổi): 75,82
Tỷ lệ sinh (số trẻ trên mỗi bà mẹ): 2,02
Tỷ lệ biết đọc biết viết: 90,79%
Chỉ số phát triển con người (HDI-M): 0,832
- Chỉ số phát triển con người - Thu nhập: 0,758
- Chỉ số phát triển con người - Tuổi thọ: 0,847
- Chỉ số phát triển con người - Giáo dục: 0,891

(Nguồn: IPEADATA)